# Simada (distrikt i Etiopien)
Simada är ett distrikt i Etiopien. Det ligger i den centrala delen av landet, 280 km norr om huvudstaden Addis Abeba.